# Quais des Zattere
La fondamenta de la Zattere (en dialecte vénitien : Fondamenta delle Zattere) est une longue fondamenta qui forme l'extrémité sud du sestiere de Dorsoduro de Venise, en Italie.

## Étymologie
Zattere signifie radeau en vénitien.

## Description
Le quai des Zattere constitue tout au long de ses 1 500 mètres une des promenades les plus agréables de Venise.
Le Zattere (it: radeau) constitue le front maritime sur le Canal de la Giudecca du sestiere de Dorsoduro. Il rassemble à partir de la pointe de la Douane (à l'est) les fondamente Zattere
- ai Saloni (jusqu'au ponte de l'Umiltà sur le Rio della Salute),
- allo Spirito Santo (jusqu'au ponte agli Incurabili sur le Rio Torresele),
- agli Incurabili (jusqu'au ponte de la Calcina sur le Rio di San Vio),
- ai Gesuati (jusqu'au ponte Longo sur le rio di San Trovaso),
- al Ponte Lungo (jusqu'au ponte Molin sur le rio de San Basilio);

ainsi que des ponts les reliant et se termine à la gare maritime de San Basilio.

## Curiosités
De nombreux monuments et curiosités s'y trouvent. Ainsi, à part la Douane de Mer, on rencontrera les Magasins de Sel, l'église du Spirito Santo, l'ancien hôpital des Incurabili, le palais Trevisan degli Ulivi, l'église des Gesuati et son ancien couvent, Santa Maria della Visitazione, le palazzo Clary, le palazzo Giustinian Recanati, le palazzo Molin agli Ognissanti, la Casa del Maschio et le palais Molin.

d'Ouest en est :

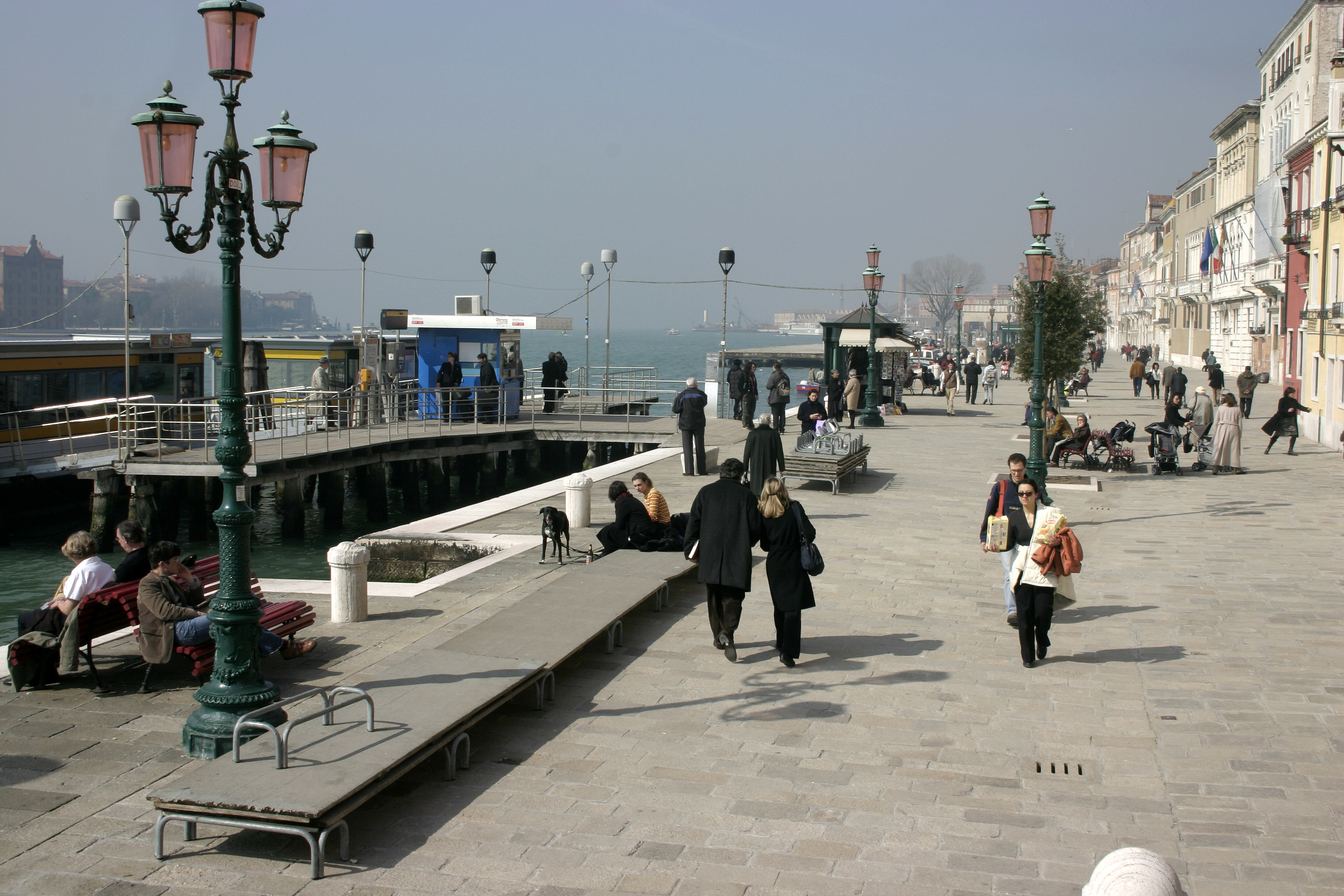
Les Zattere
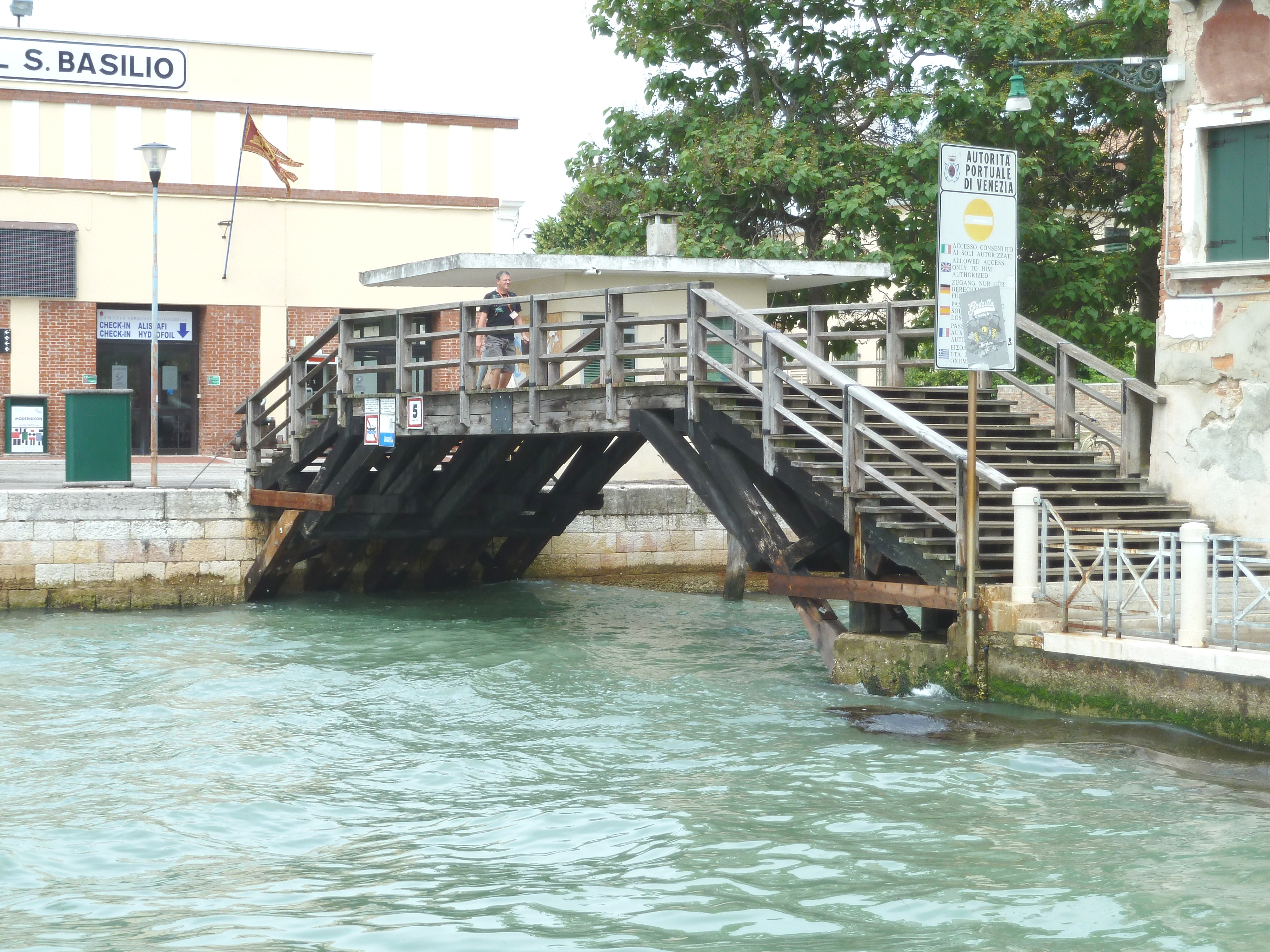
Ponte Molin
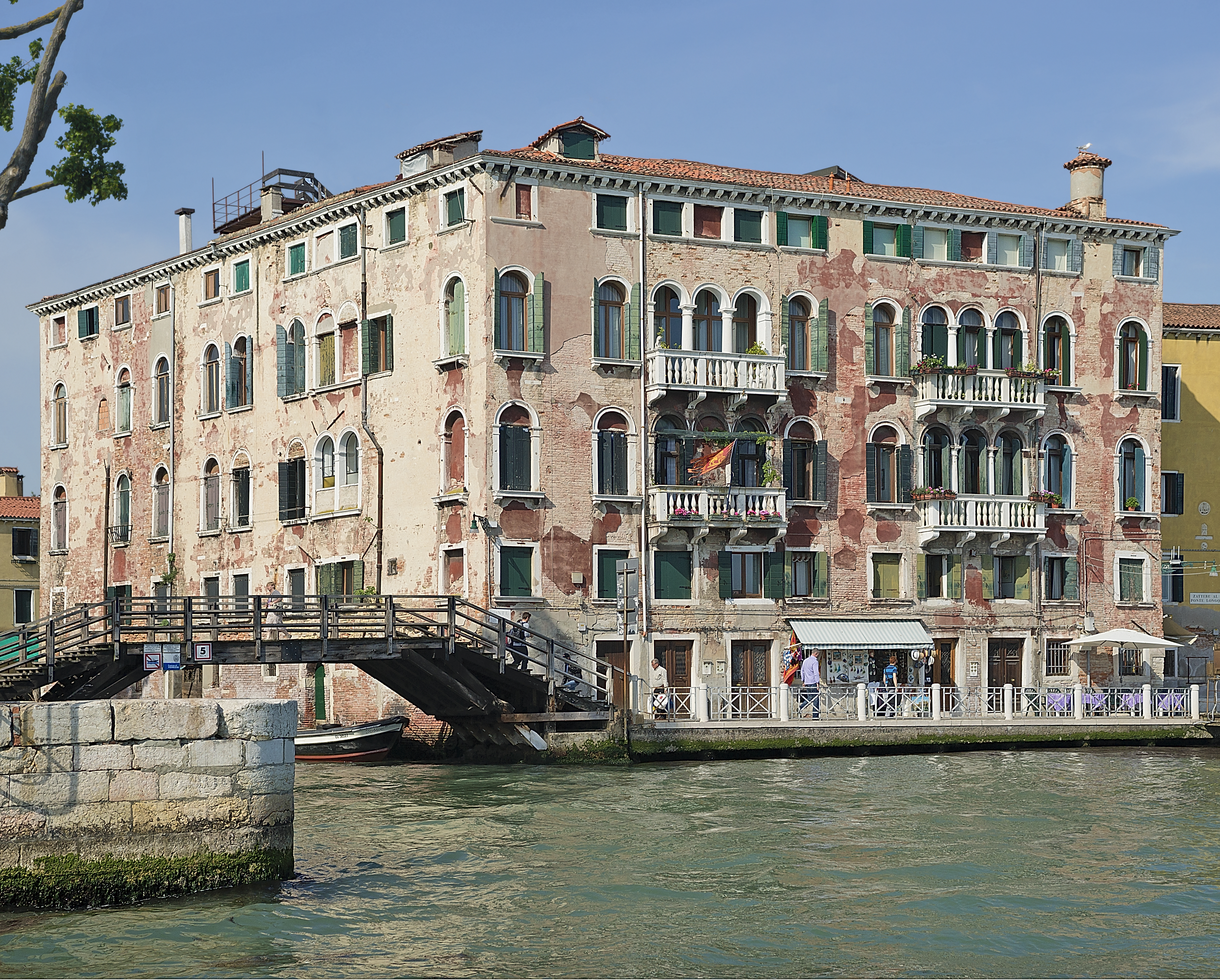
Le palais Molin a San Basegio
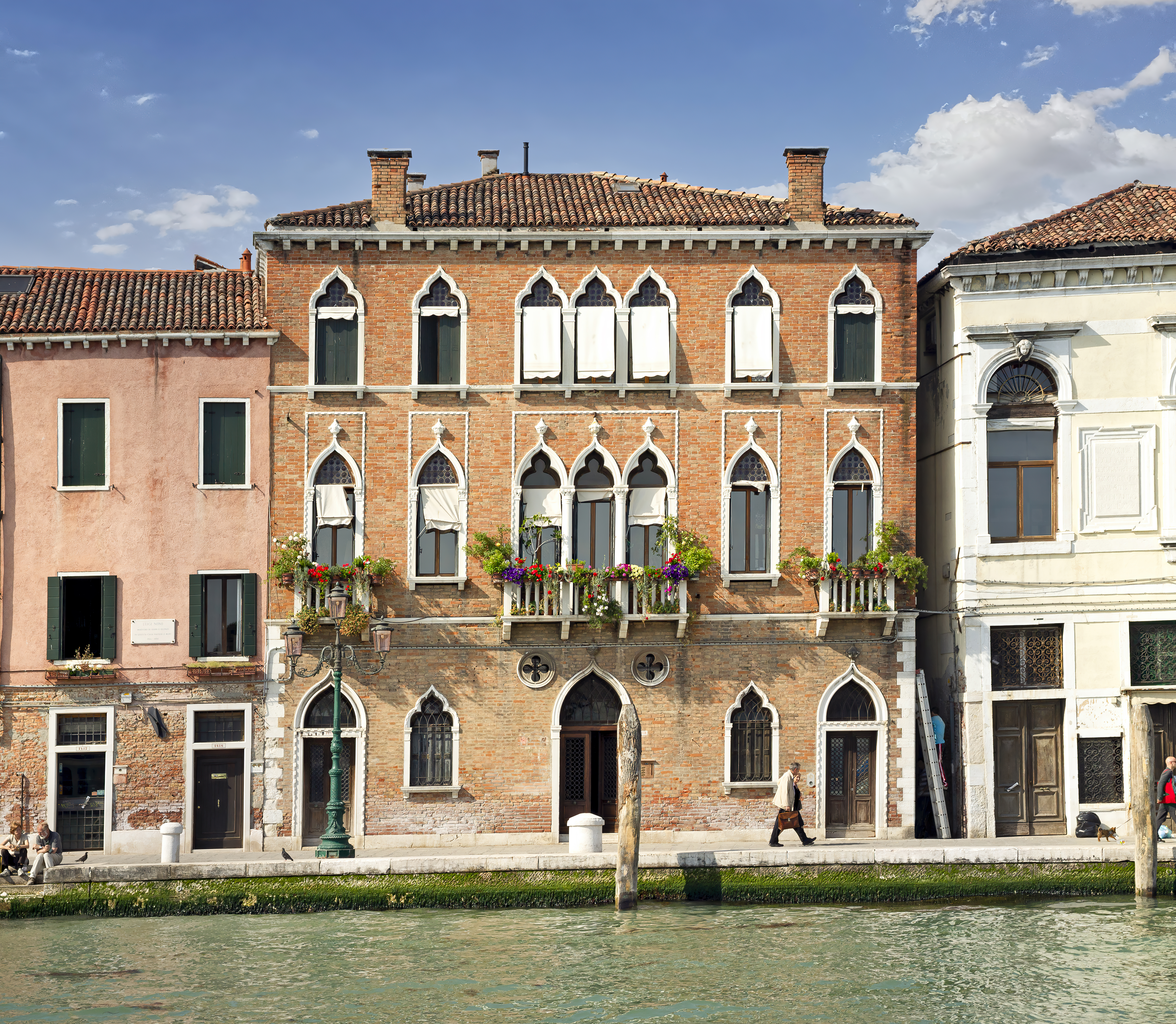
La Casa dal Maschio
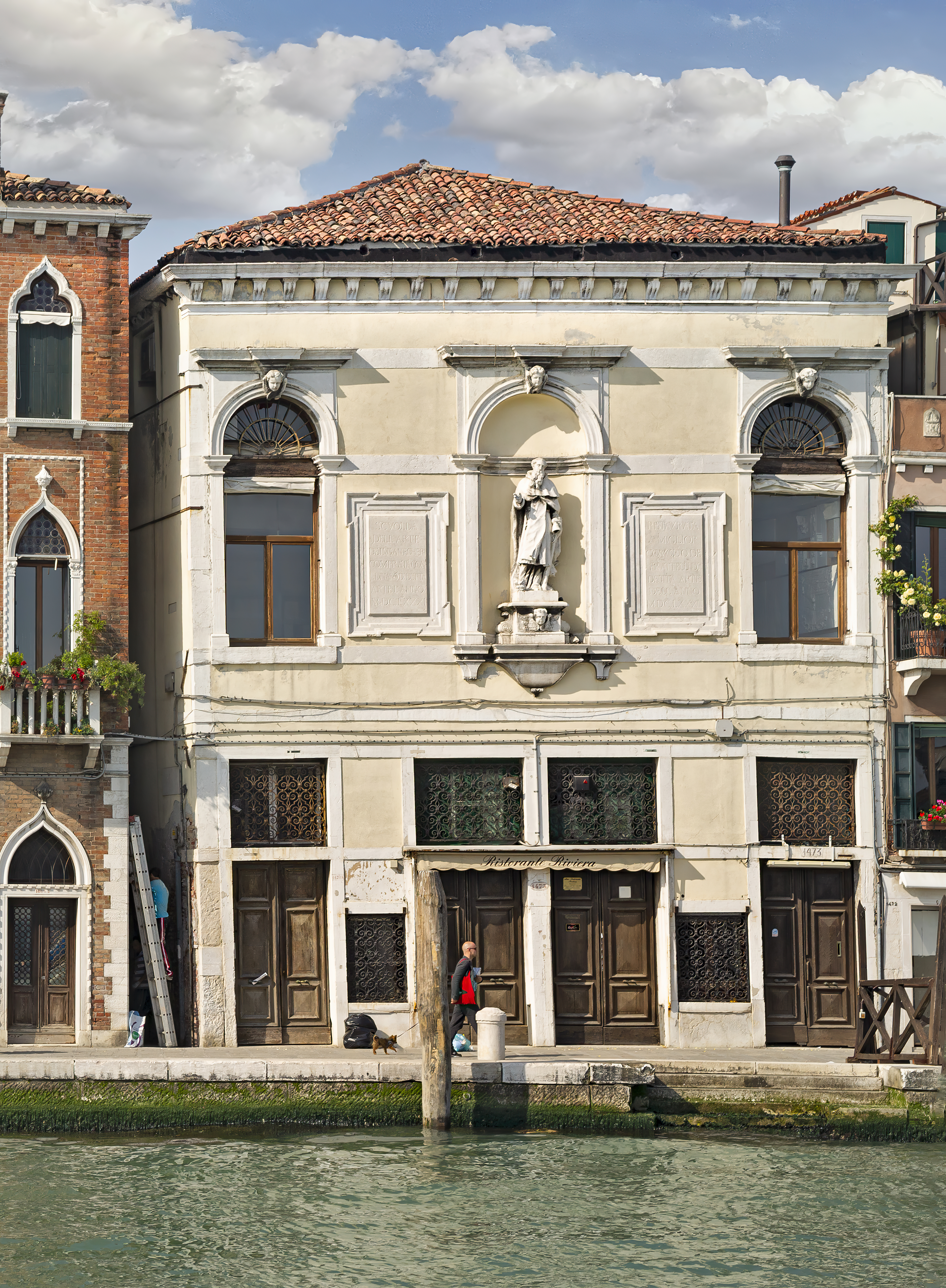
Scuola dei Luganegheri
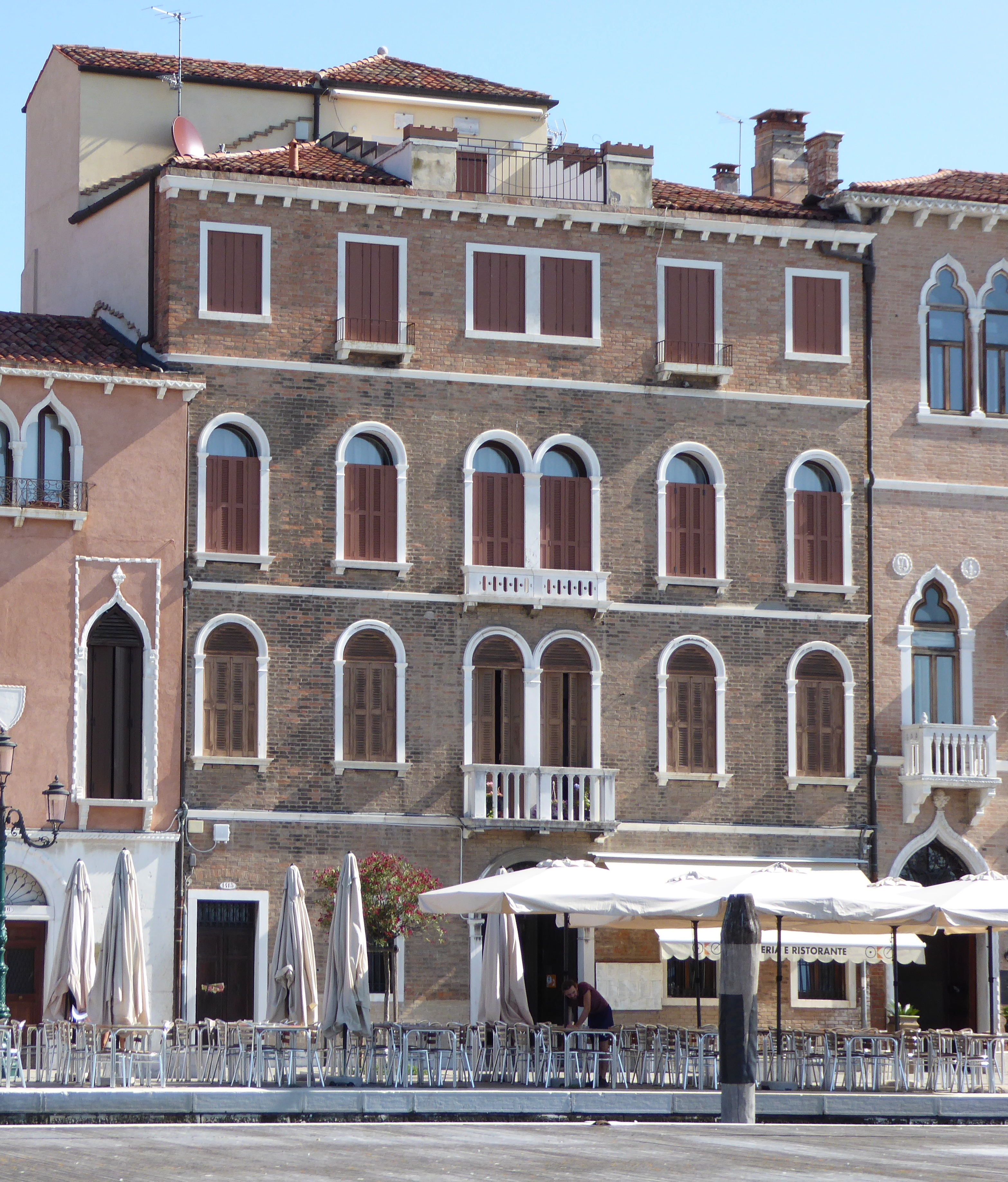
La Casa Busetto
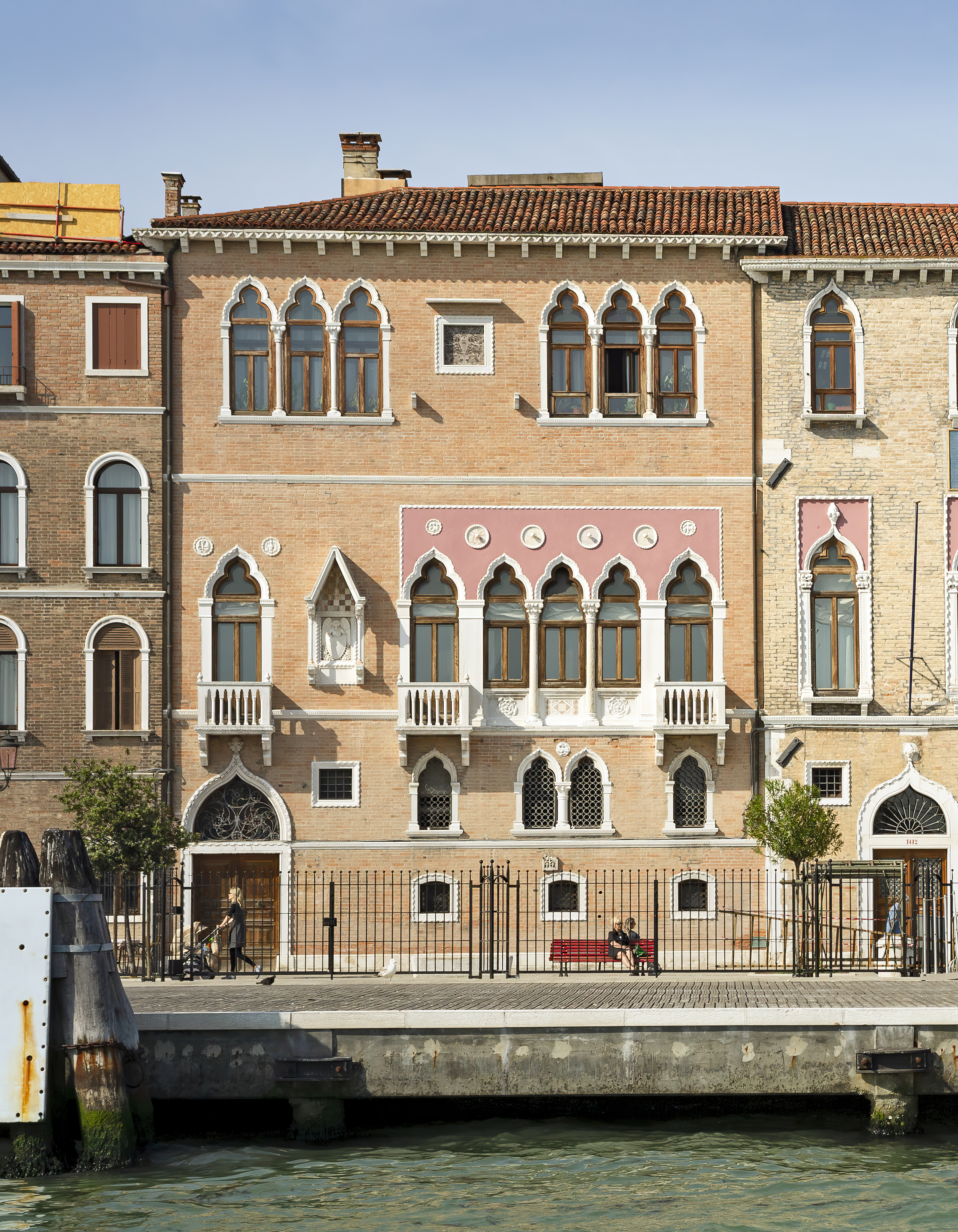
La Casa Vianello
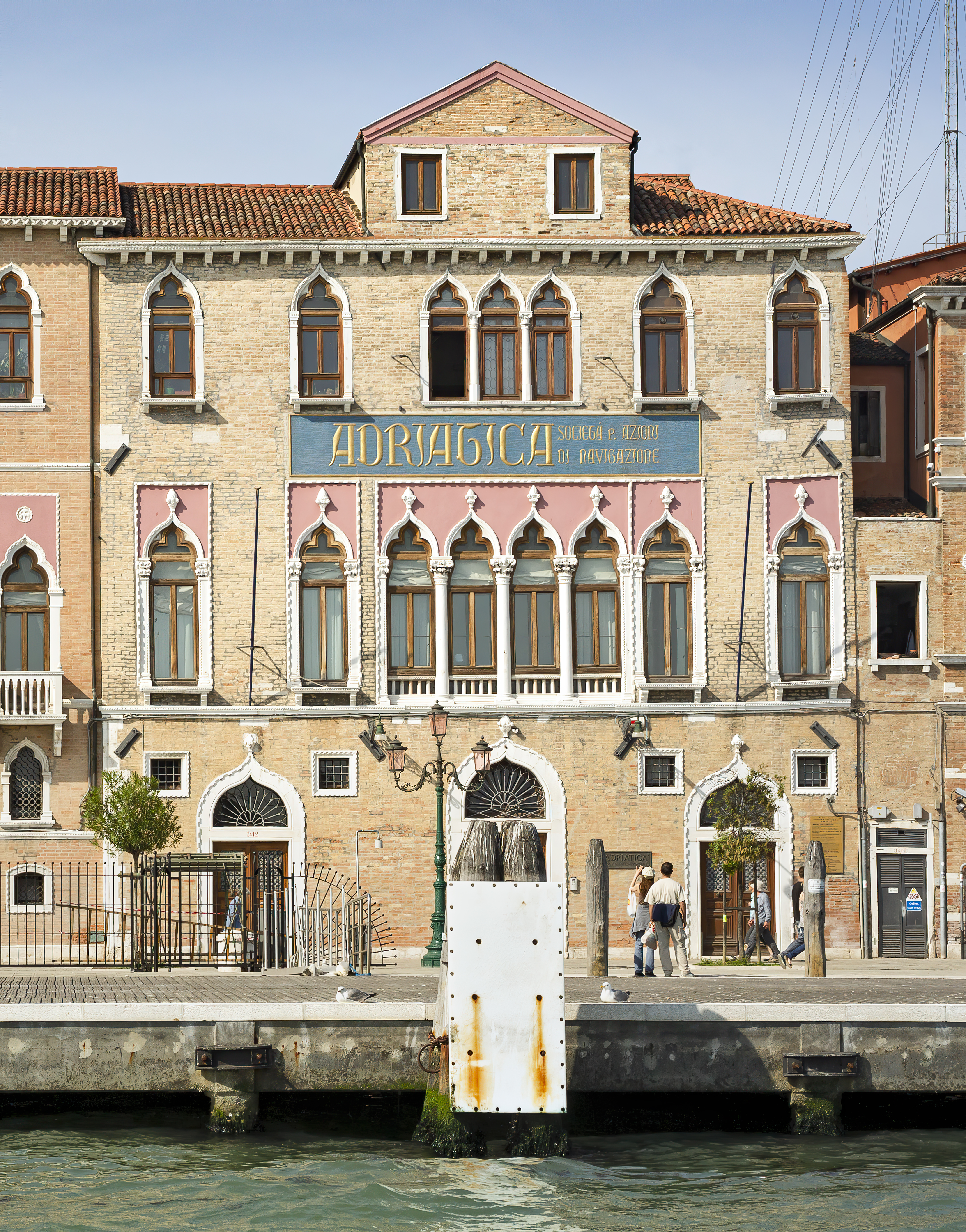
Palazzo Molin dell'Adriatica
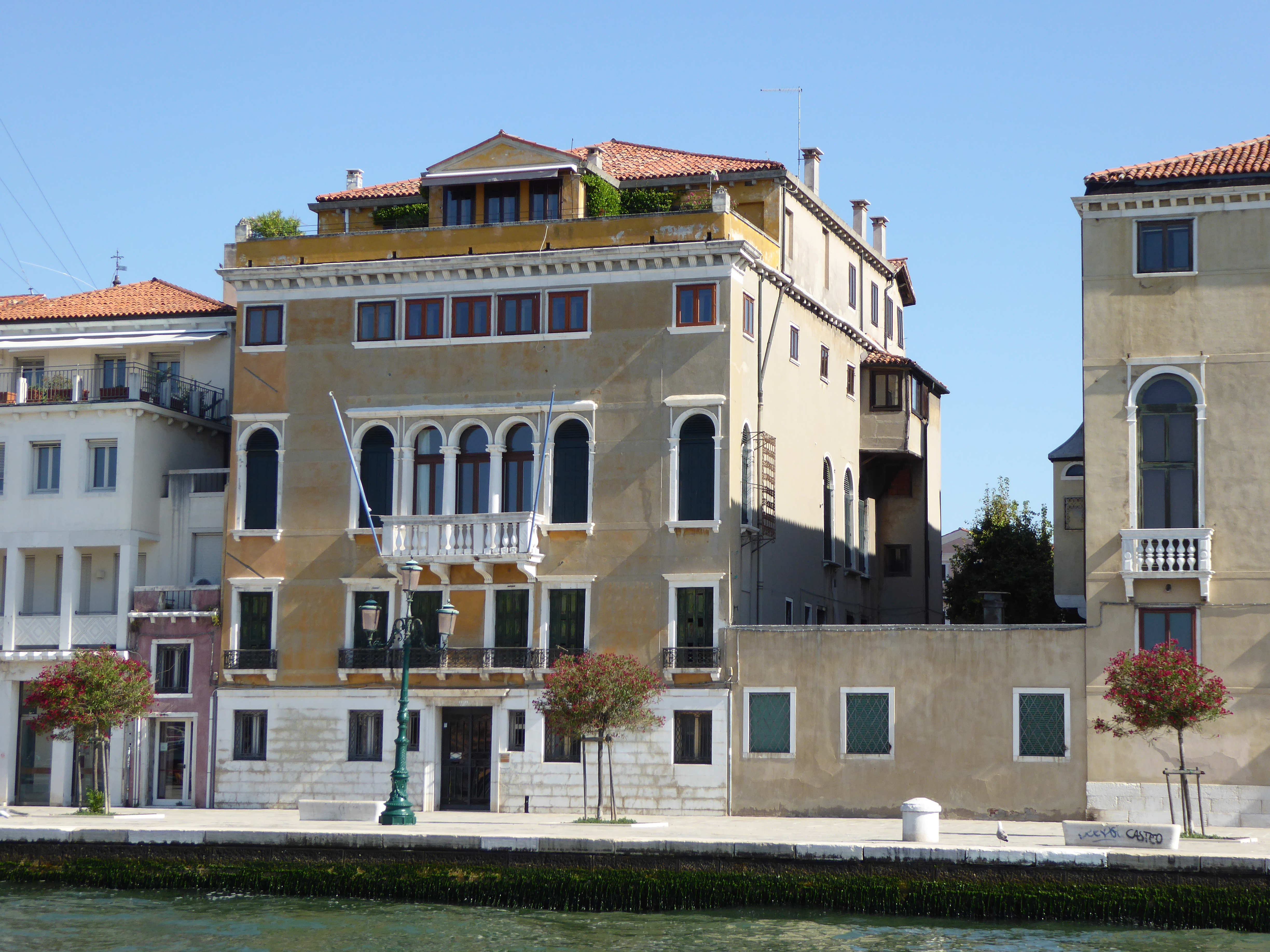
La Ca'Lippomani
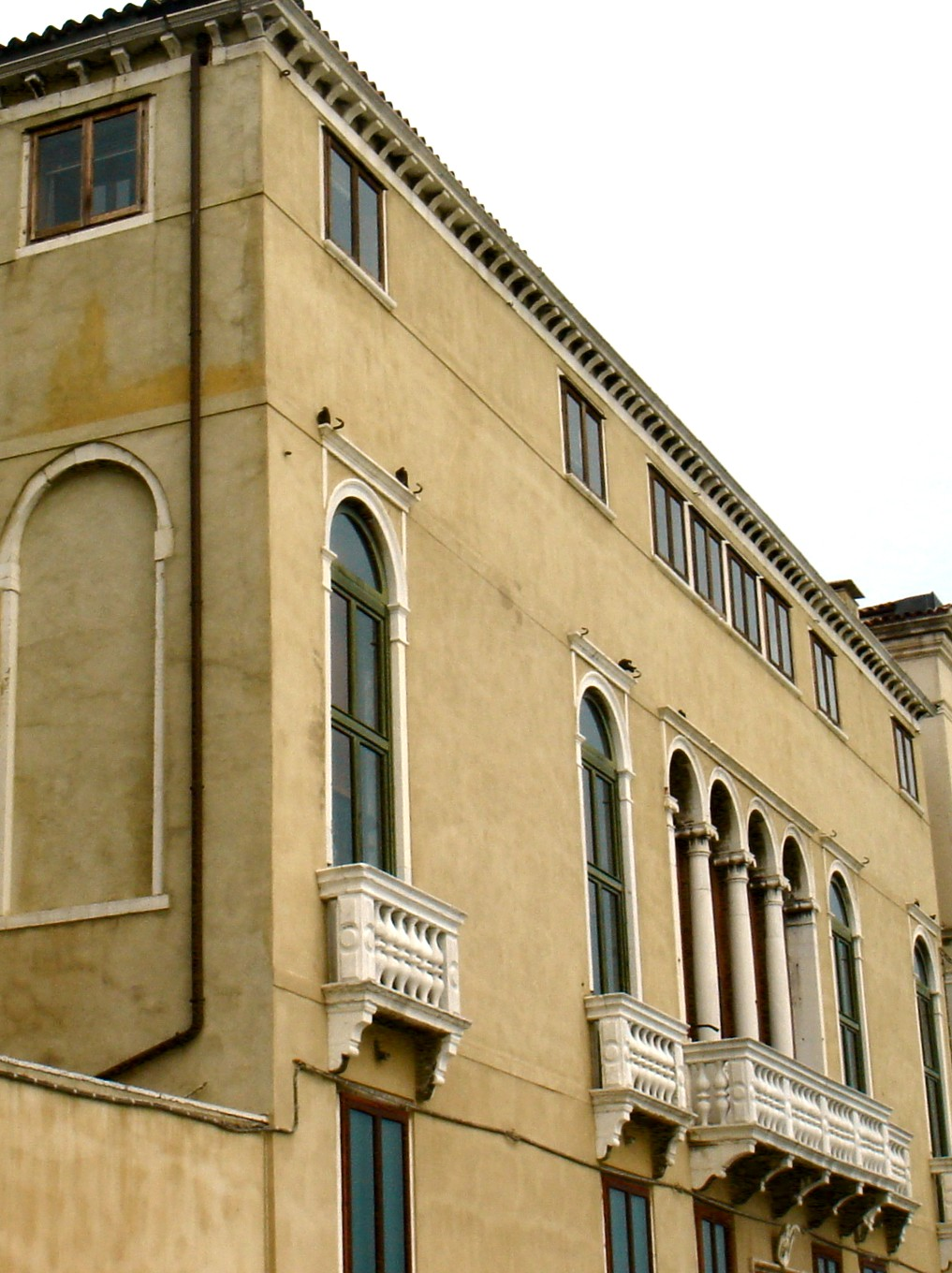
Le palais Giustinian Recanati
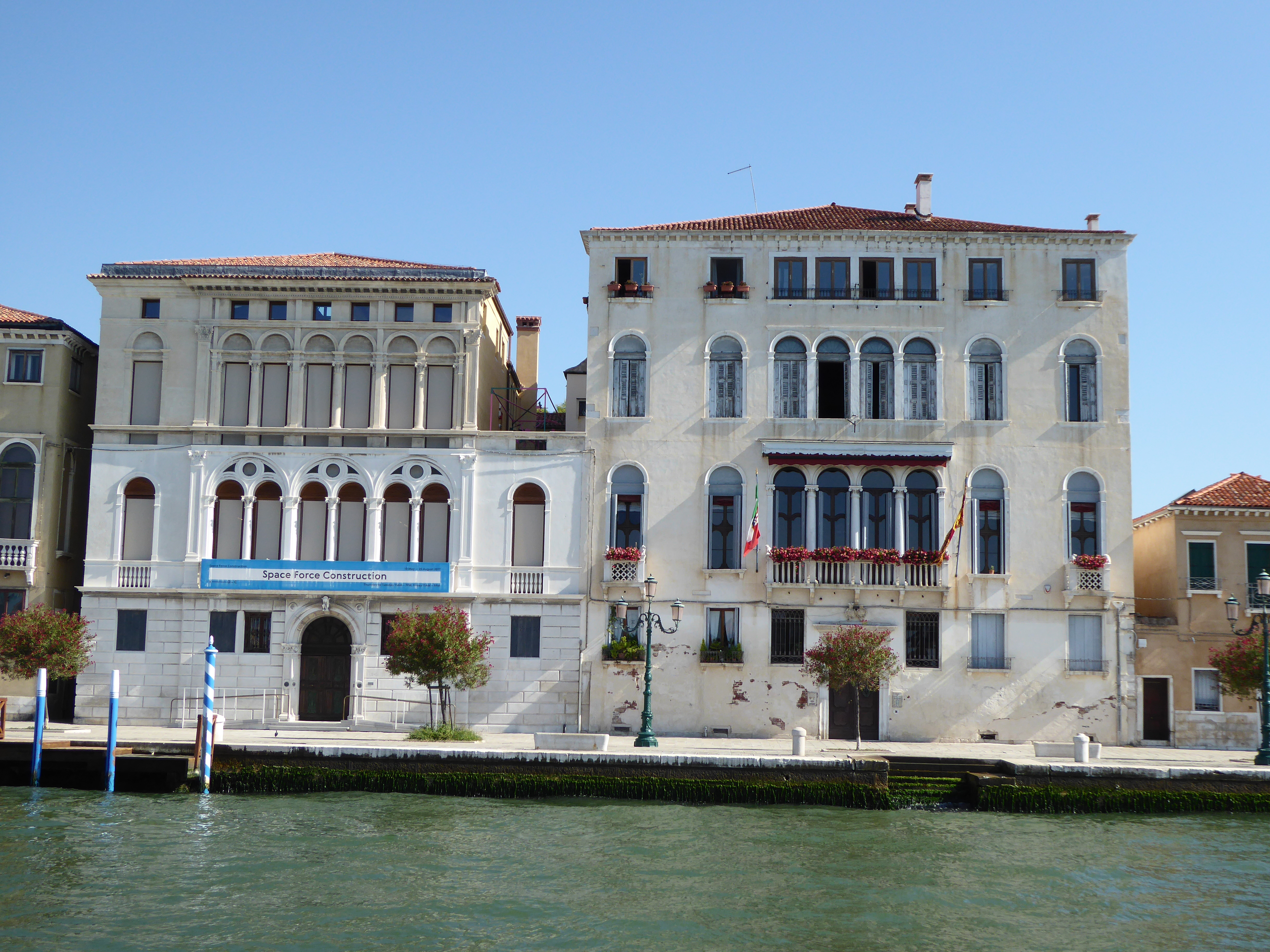
Le palais Clary
La Casa Scarpa
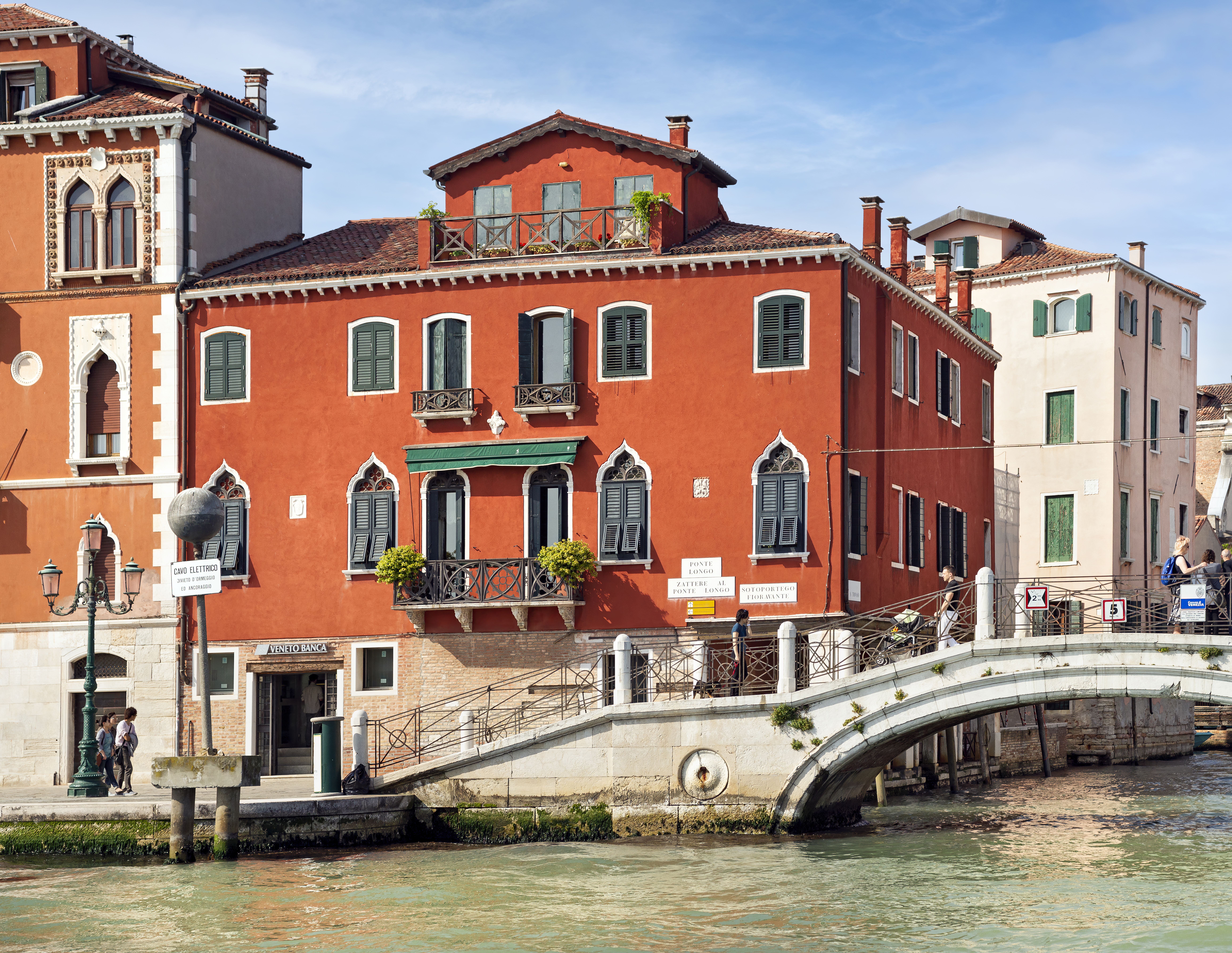
Palazzo Moro alle Zattere
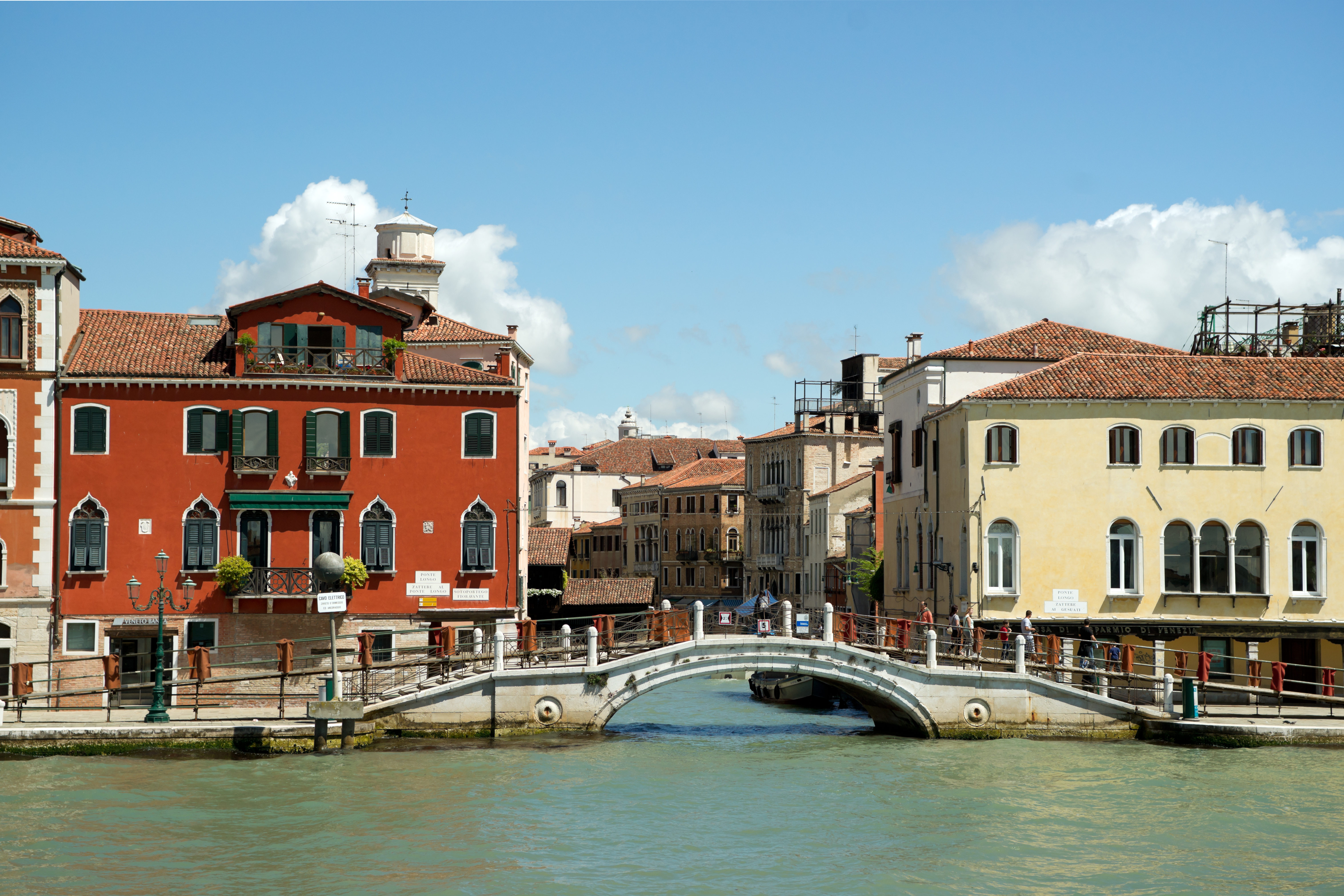
Ponte Longo
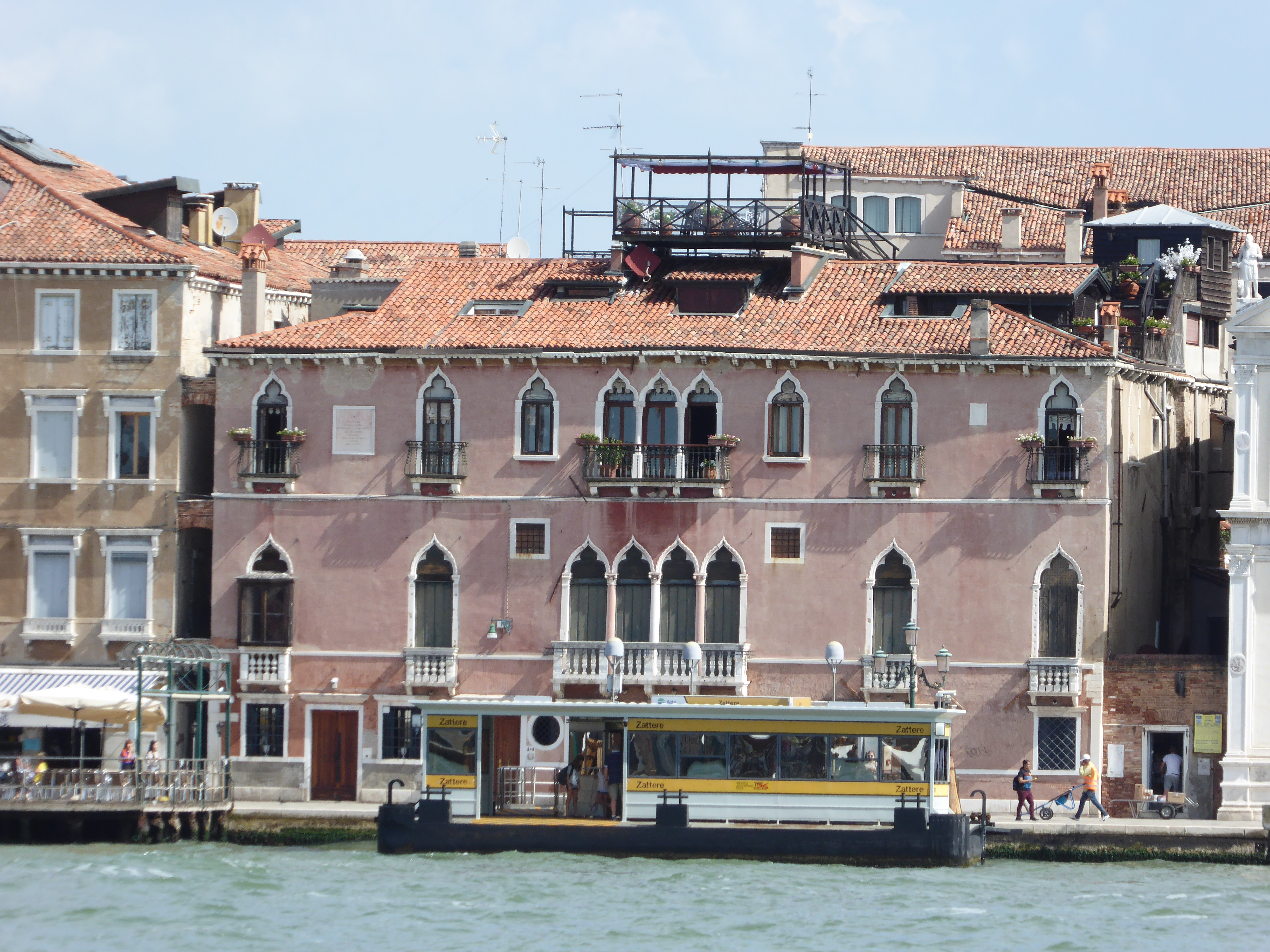
Maison de naissance des Cavanis
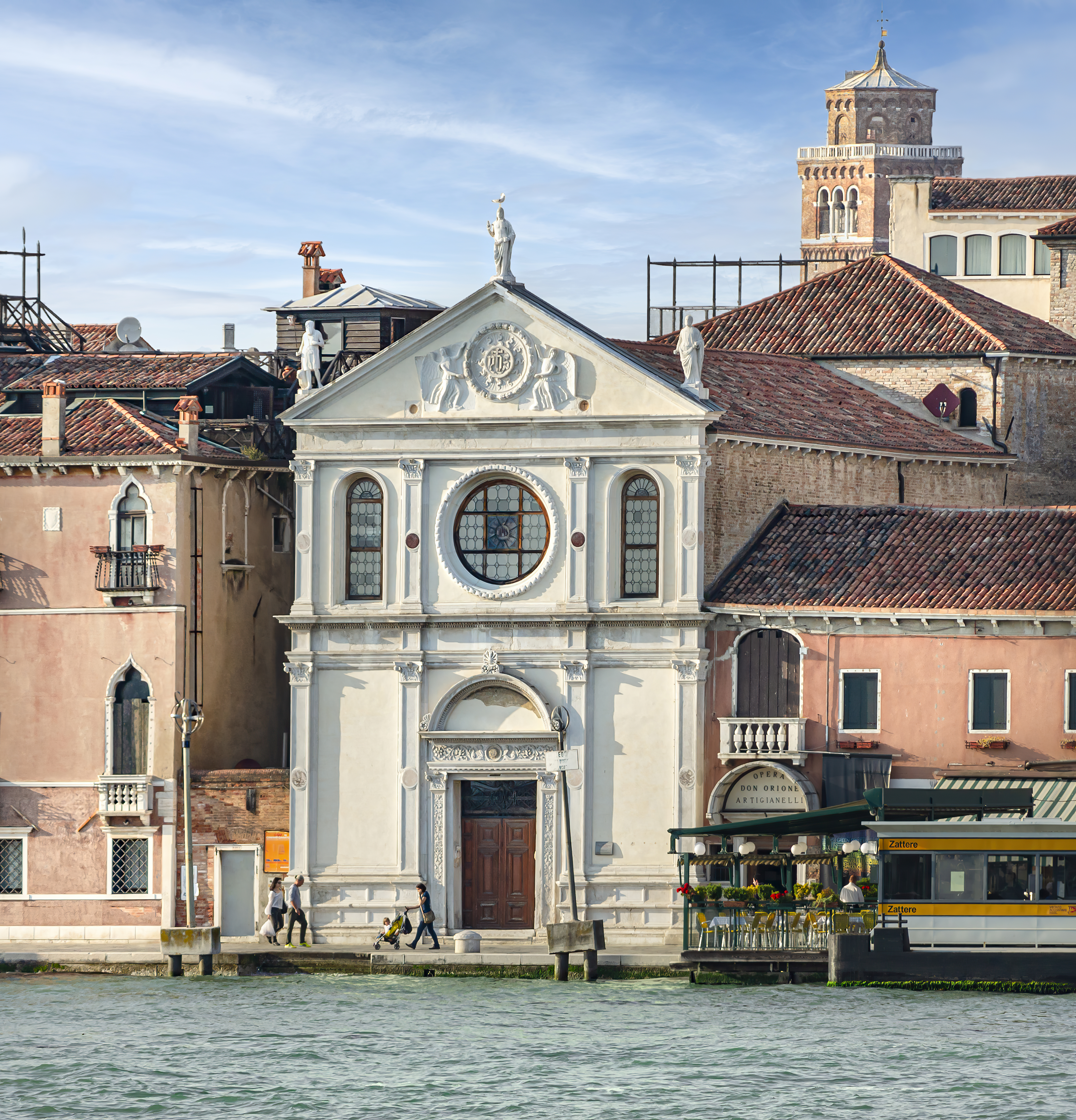
L'église Santa Maria de la Visitazione
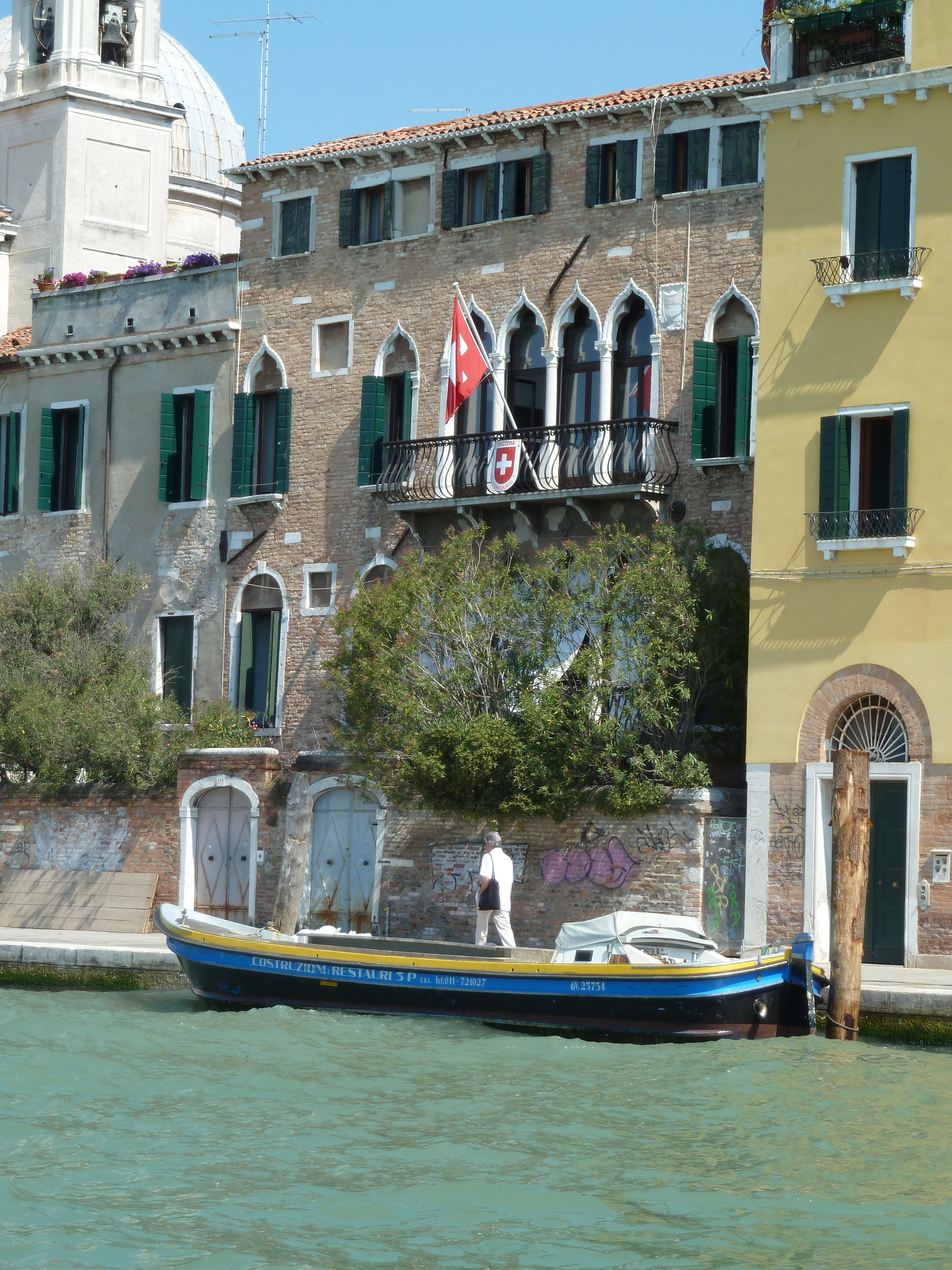
Palais Trevisan degli Ulivi
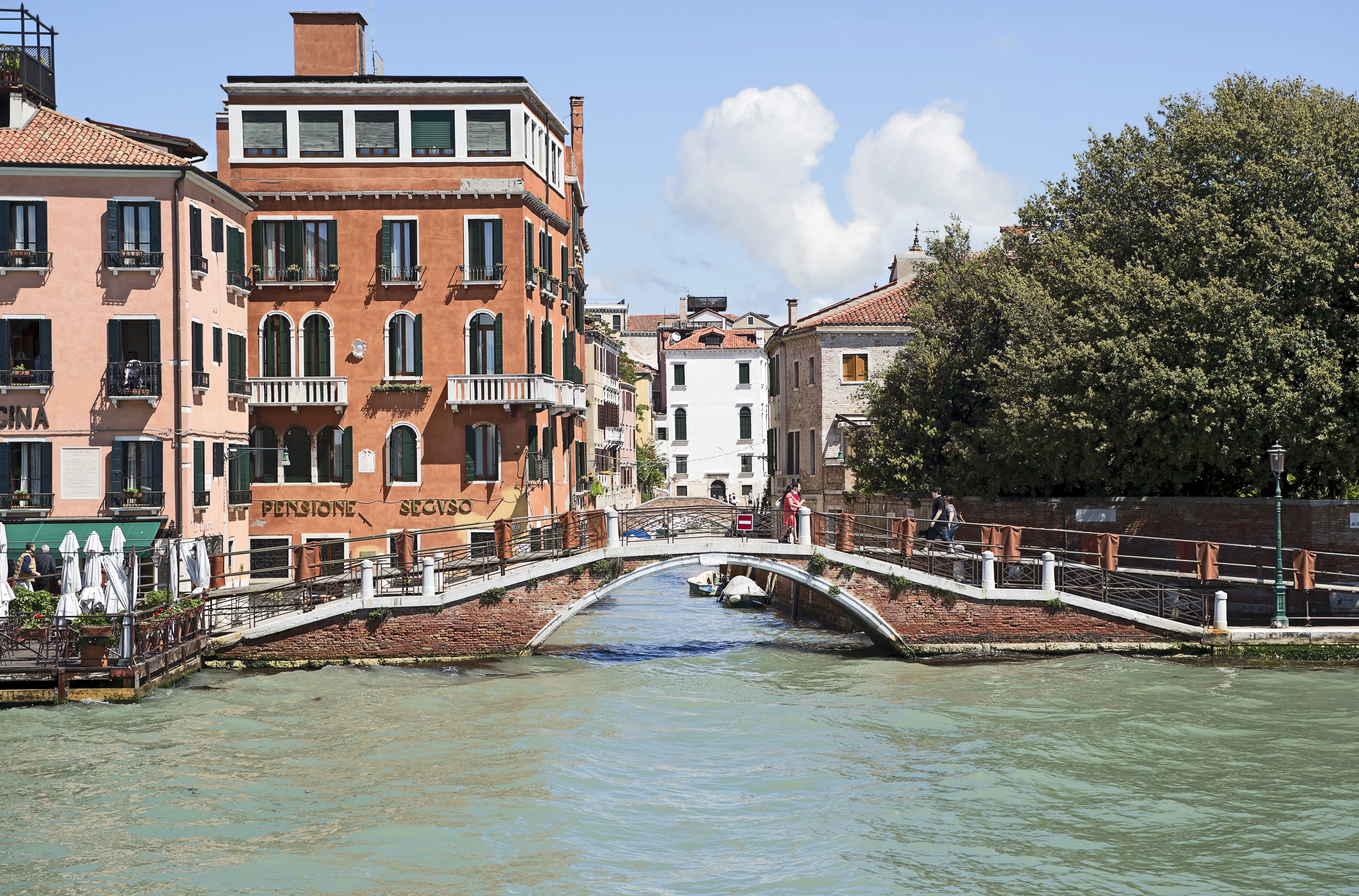
Ponte de la Calcina
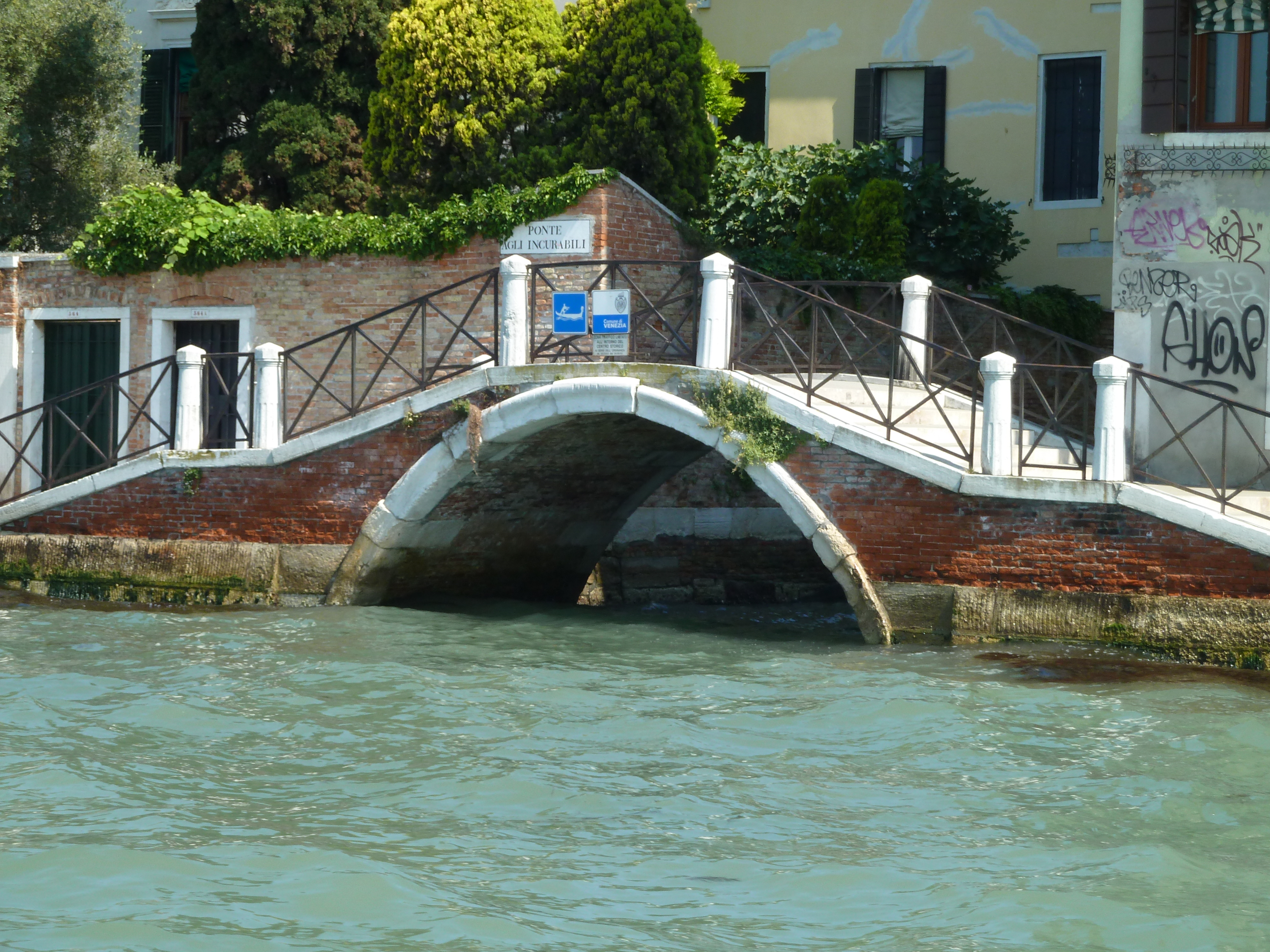
Ponte agli Incurabili
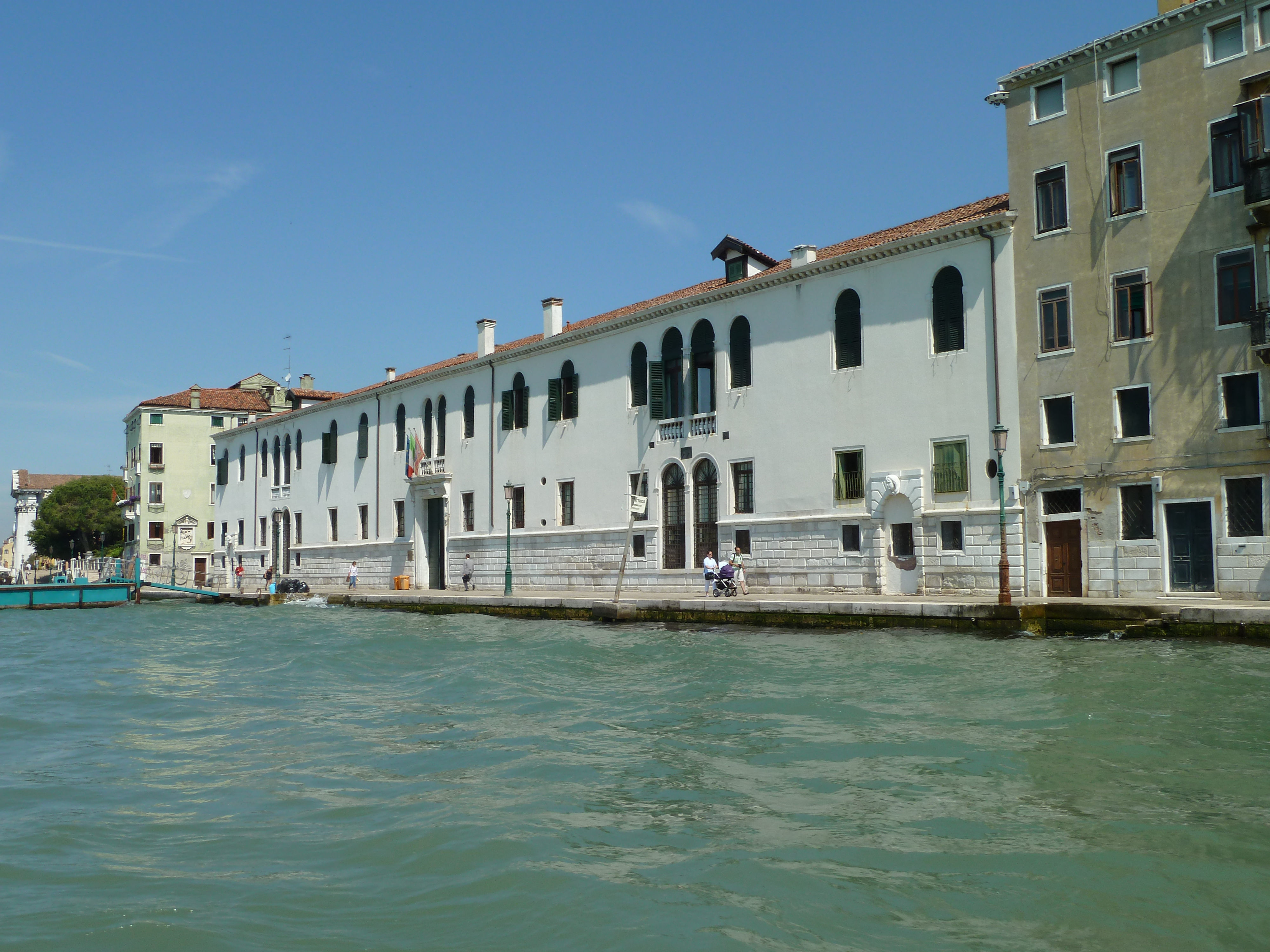
Ancien hôpital des Incurabili
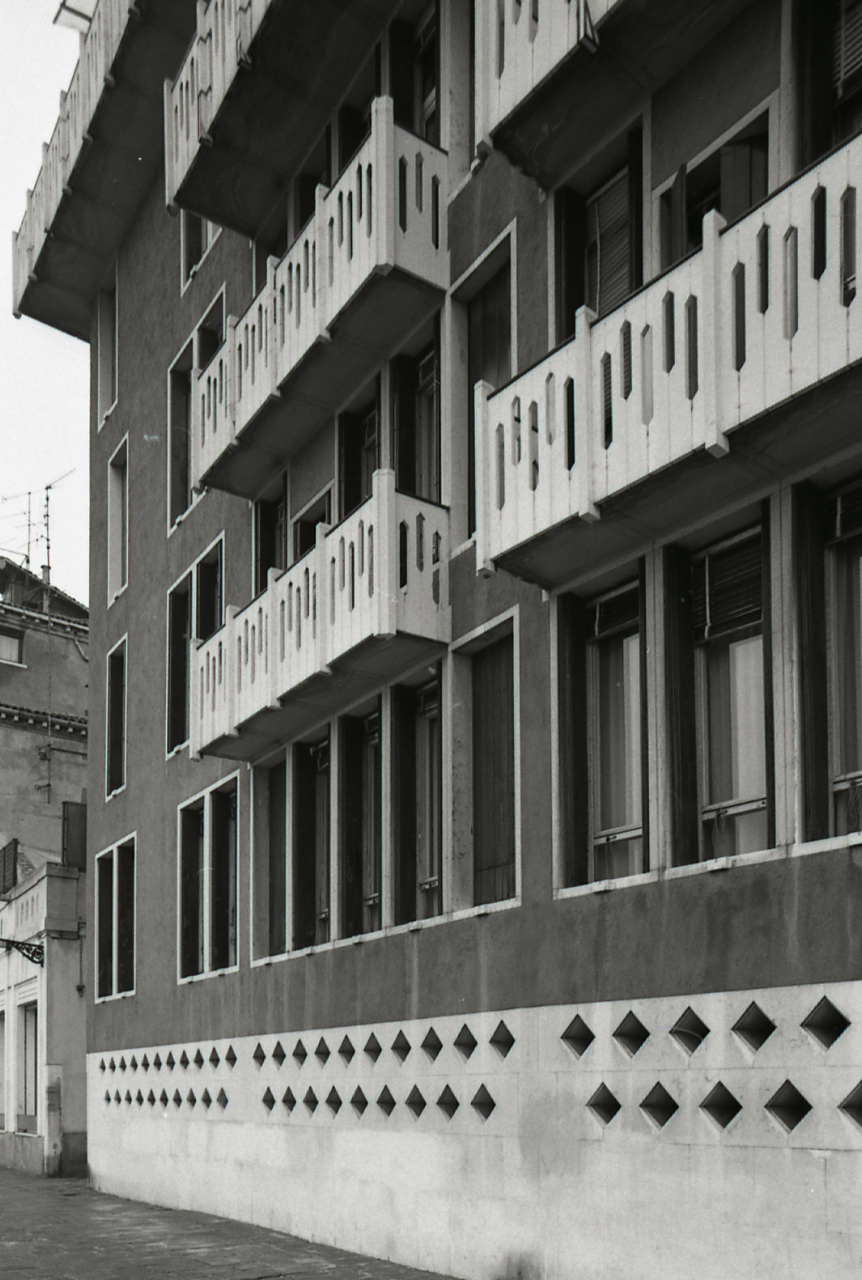
La Casa Gardella
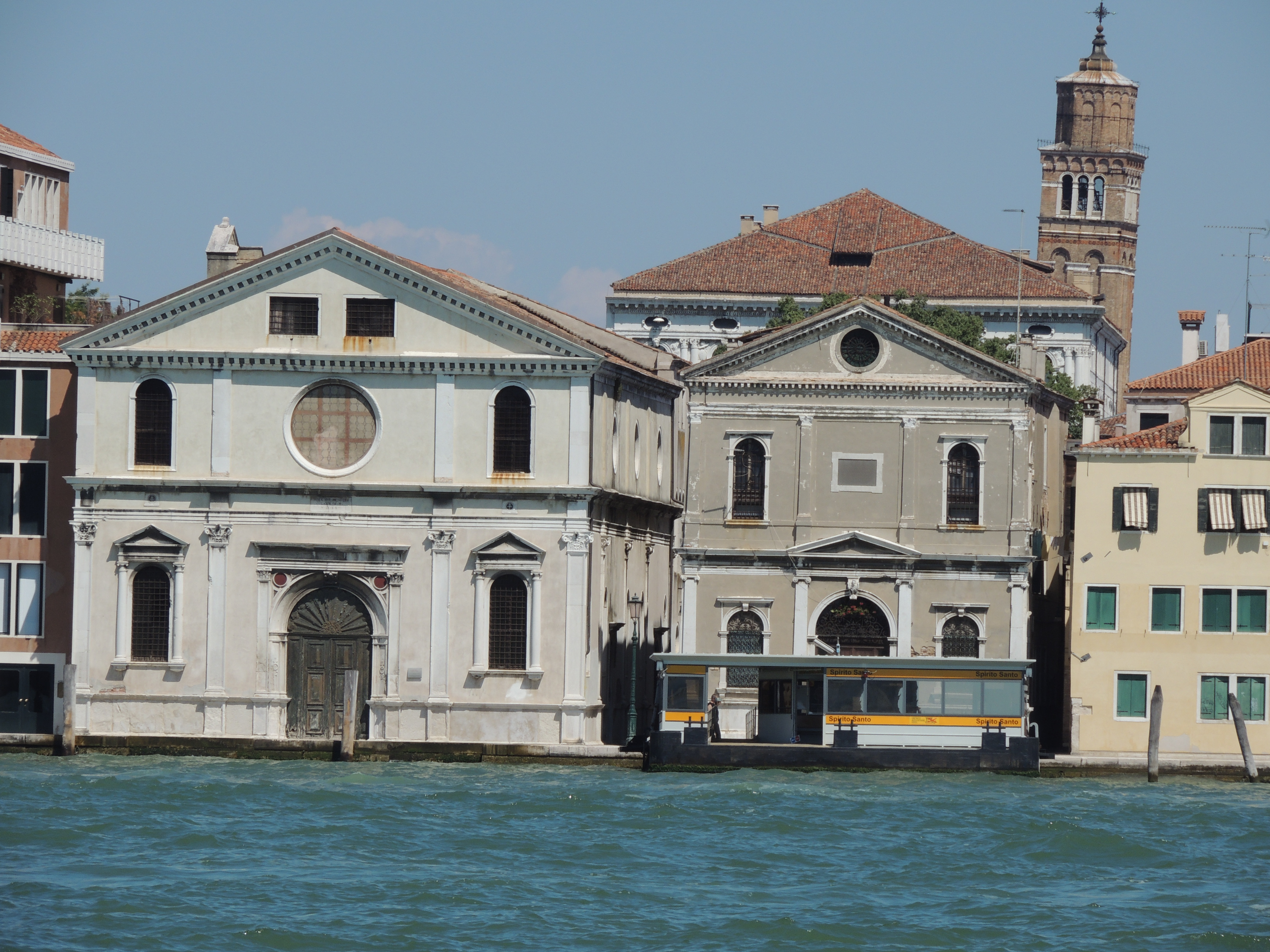
Église du Spirito Santo
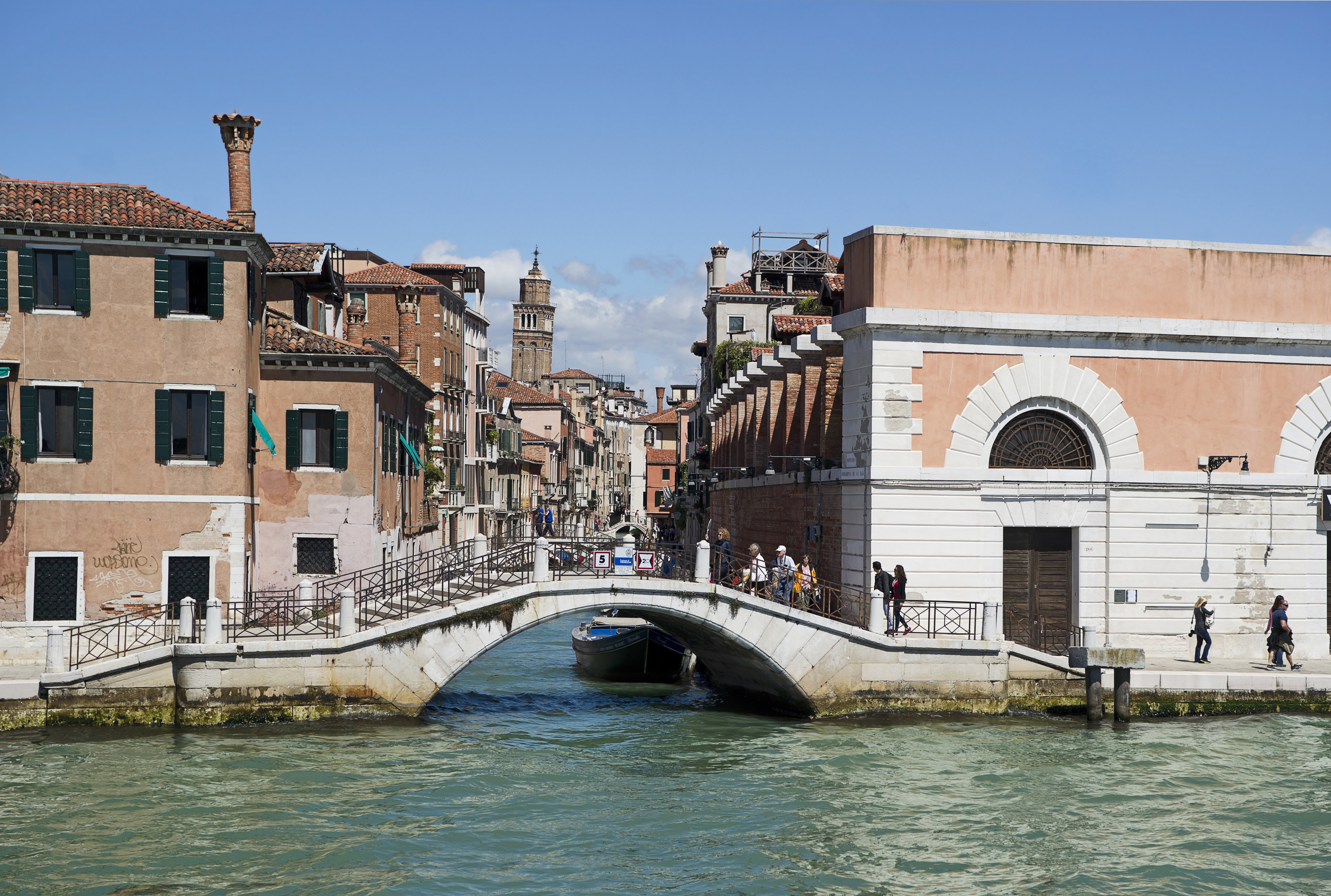
Ponte de Ca'Bala
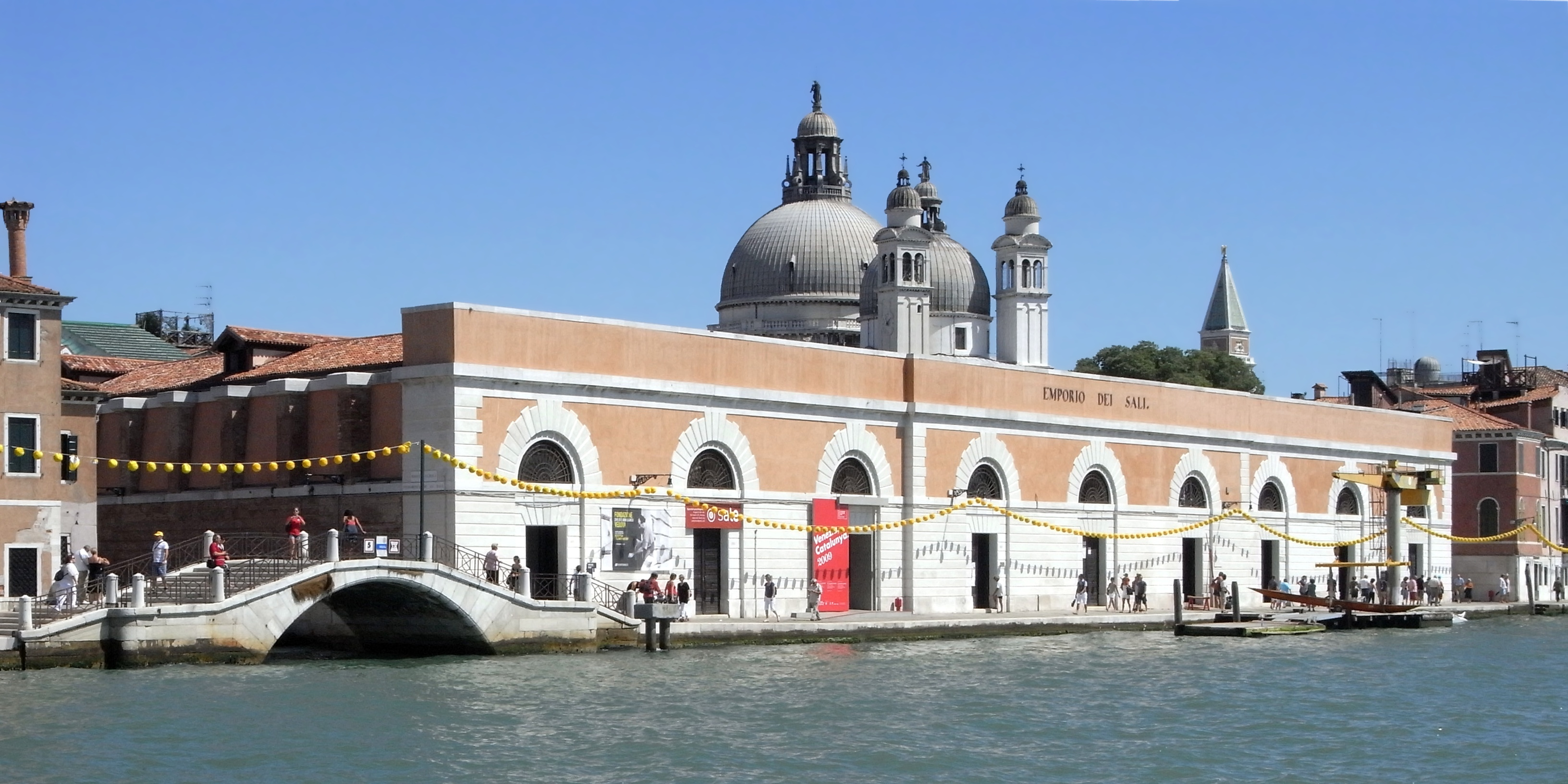
Les Magazzini del Sale
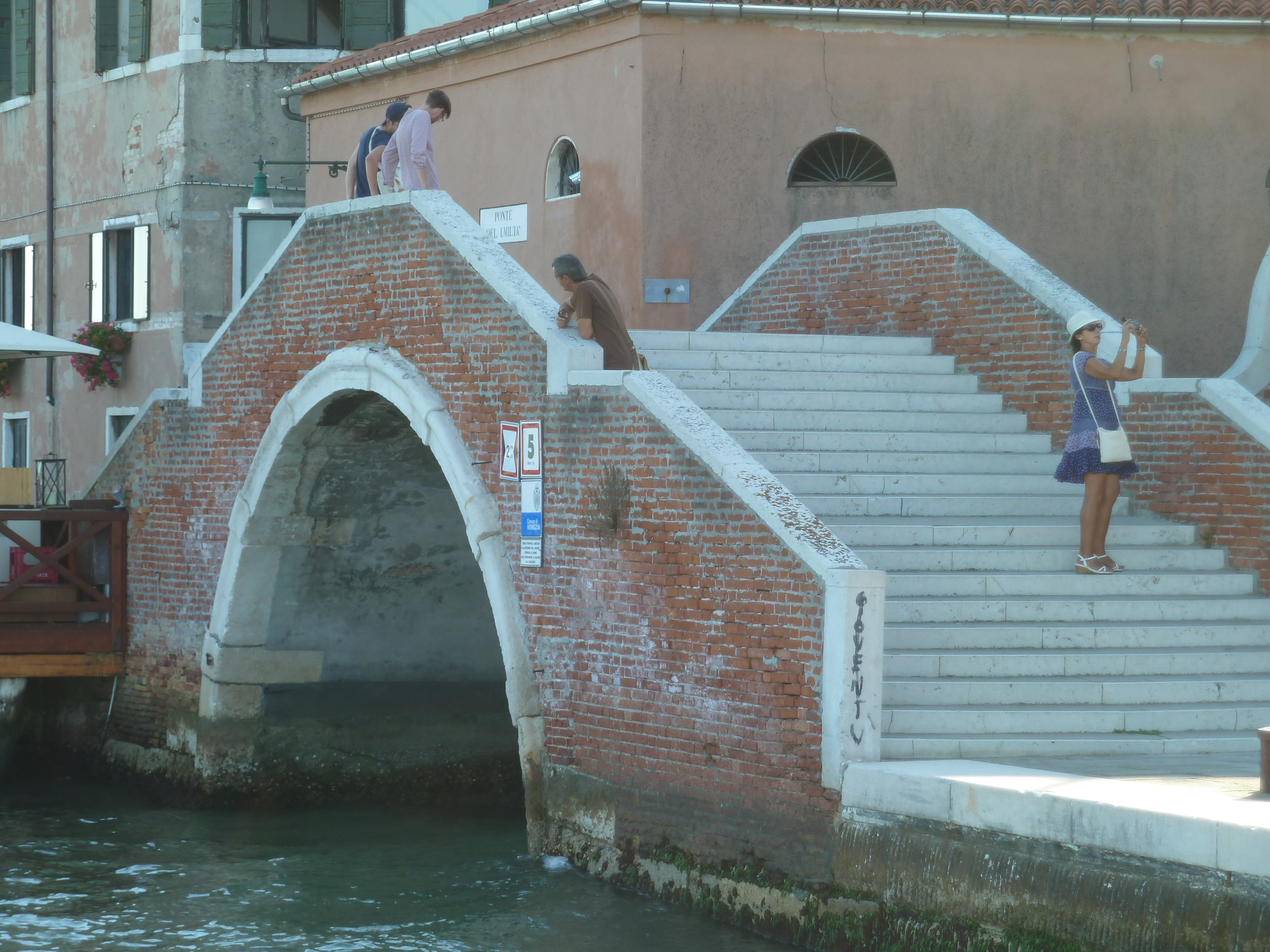
Ponte de l'Umiltà
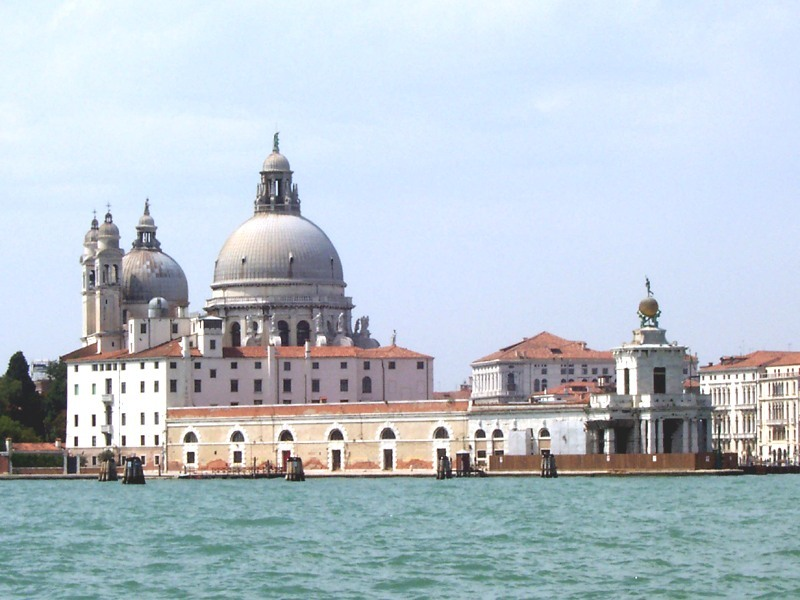
Douane de Mer et Séminaire patriarcal côté Zattere

## Représentations
Francesco Guardi, peintre de vedute du XVIIIe siècle l'a représenté à plusieurs reprises.

"
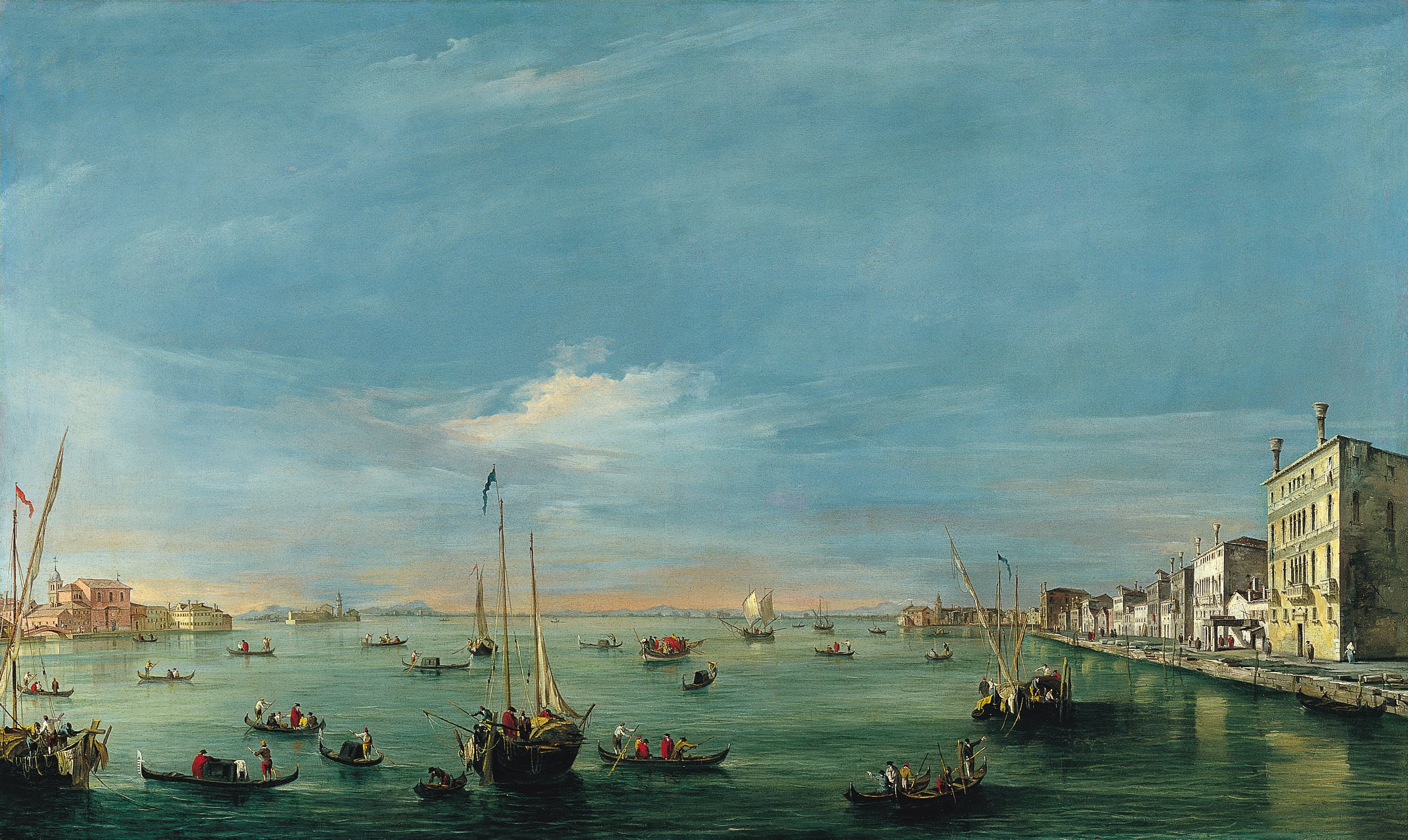
Canal de la Giudecca et les Zattere, 1757-1758 Musée Thyssen-Bornemisza, Madrid
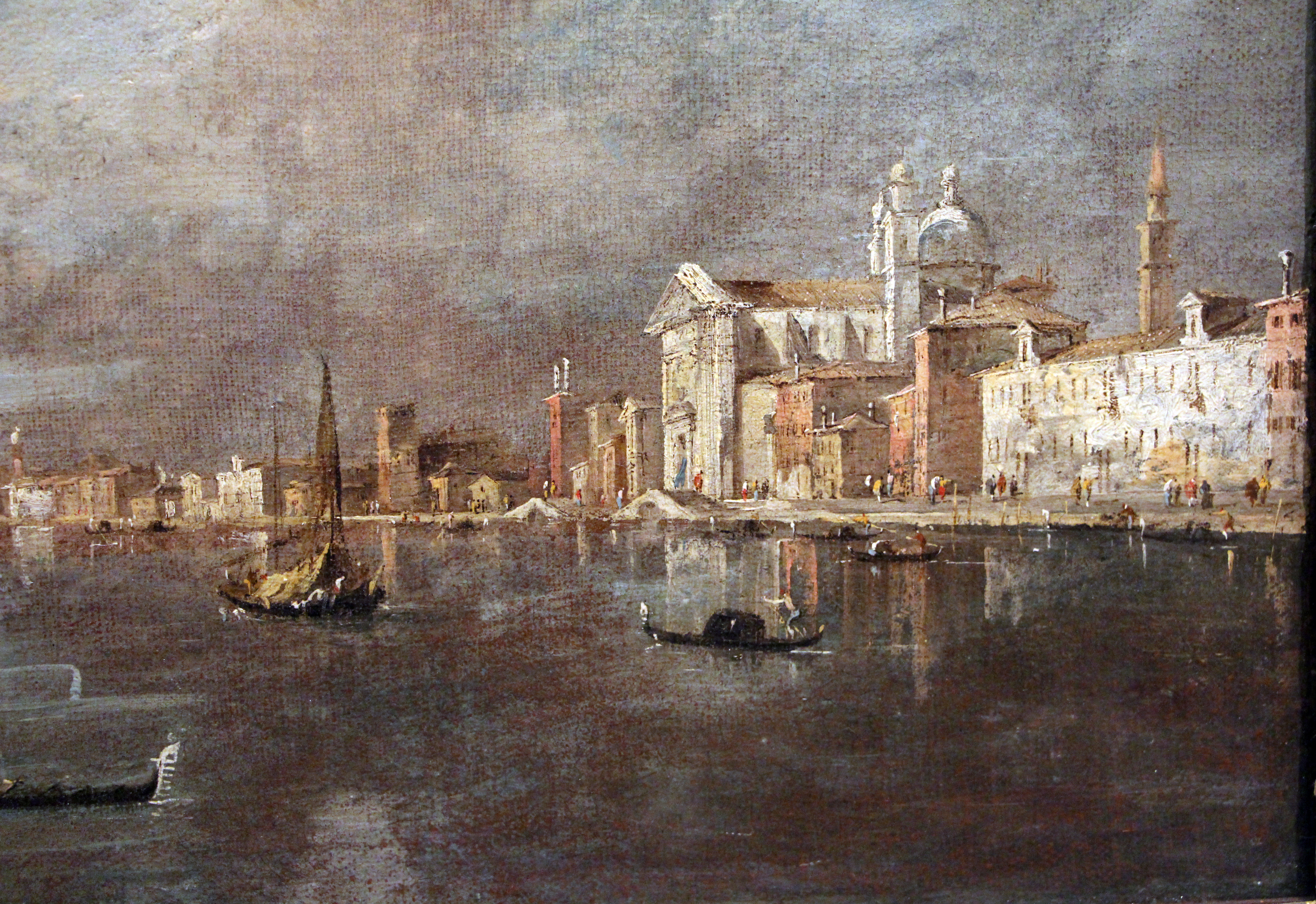
Vue de la Giudecca avec les Zattere, vers 1780 Musée du Louvre, Paris